# Tutschemillen
Tutschemillen  est un lieu-dit de la commune luxembourgeoise de Wiltz.
On y trouve un ancien moulin et, à proximité, la gare de Paradiso.